# Foncquevillers
Foncquevillers è un comune francese di 457 abitanti situato nel dipartimento del Passo di Calais nella regione Alta Francia.

## Società

### Evoluzione demografica
Abitanti censiti